# Chris Ofili
Chris Ofili, OBE (Manchester, 10 ottobre 1968), è un pittore e scultore britannico.
Pittore vincitore del Turner Prize, famoso per i suoi dipinti che incorporano il letame di elefante. Era uno dei giovani artisti britannici. Dal 2005, Ofili vive e lavora a Trinidad e Tobago, dove attualmente risiede a Port of Spain. Vive e lavora anche a Londra e Brooklyn.
Ofili ha utilizzato resina, perle, pittura ad olio, glitter, zolle di sterco di elefante, ritagli di riviste porno come elementi di pittura. Il suo lavoro è stato classificato come "arte punk".

## Biografia
Chris Ofili è di origini nigeriane. È cresciuto in Gran Bretagna e ha studiato arte a Londra al Tameside College of Technology (1987-1988), poi fino al 1991 alla Chelsea College of Art and Design e fino al 1993 alla Royal Academy of Arts (laurea specialistica). Nell'ambito di un programma di scambio, ha studiato all'Universität der Künste Berlin nel 1992.
Da quando ha studiato in Zimbabwe, ha fatto riferimento alle sue origini africane nelle sue opere, ad esempio usando lo sterco di elefante, usando perle di vetro o dipingendo immagini costituite da punti basati su pitture rupestri dello Zimbabwe, paragonabili al puntinismo, da un lato ai margini del kitsch (con chiari riferimenti all'arte popolare africana), dall'altro spesso contengono anche provocazioni (ad esempio, decora una rappresentazione della Madonna con genitali e escrementi di elefanti). Il lavoro di Ofili è spesso associato ai processi di acculturazione dei giovani neri in Inghilterra e alla musica hip-hop.
Ofili è stato uno dei giovani artisti britannici più conosciuti nei primi anni '90. Nel 1998 ha preso parte alla mostra itinerante Sensation, organizzata dal collezionista e gallerista Charles Saatchi. Oggi, le numerose collezioni e musei internazionali di Ofili possiedono opere altamente quotate nel mercato dell'arte, come il Museum of Modern Art di New York City e la Tate Gallery di Londra. Ofili vive e lavora a Trinidad dal 2005.

## Mostre (selezione)
- 1996: Victoria Miro Galerie, Londra, Inghilterra
- 1998: Contemporary Museum of Art, Sydney, Australia
- 1999: Carnegie Museum of Art, Pittsburgh (USA)
- 1999: Sensation Young British Artists della Saatchi Collection, Stazione ferroviaria di Amburgo, Berlino
- 2006: The Blue Rider Extended Remix – kestnergesellschaft, Hannover, Germania
- 2010: Tate Britain, Londra, Inghilterra
- 2014/15: New Museum of Contemporary Art, New York City (USA)

## Opere (selezione)
- Afrodizzia, 1996
- Blossom, 1997

## Premi e Onorificenze
- 1998: Turner Prize, Londra